# Isabel de Navarra
Isabel d'Albret de Navarra (1513 - 1560) era hija de Juan III de Navarra (muerto en 1516) y Catalina I de Navarra, hermana y heredera de Francisco Febo, rey de Navarra. Su hermano reclamó el trono en 1518 y fue coronado como Enrique II de Navarra.

## Biografía
En mayo de 1554, fue una de las madrinas de bautismo del futuro rey Enrique IV de Francia. Otros padrinos y madrinas del infante real fueron su hermano, el rey Enrique II de Navarra; el rey Enrique II de Francia y la esposa de éste, la reina Catalina de Médici.
Isabel  se encuentra con el almirante Gaspar de Coligny en 1556 y está en Béarn cuando, en 1557, Juana de Albret, su sobrina, introduce el protestantismo. Aunque se siente muy atraída por la Reforma, hasta seis años después de la muerte de su marido en 1558, no se convirtió e introdujo el protestantismo en su castillo de Blain, donde organizó la primera iglesia protestante bretona.
Isabel  recibió al pastor Dandelot, que predicaba la religión reformada de Nantes. Junto con los pastores Fleurer y Loiseleur de Villiers, Dandelot pronuncia las primeras prédicas calvinistas.
Isabel recibió del rey, en 1560, la libertad de conciencia para ella y toda su casa.

## Matrimonio y descendencia
Isabel se casó el 16 de agosto de 1534 en Fontainebleau, con Renato I de Rohan. Tuvieron cinco hijos:
- Francisca de Rohan, casada con Jacobo de Saboya-Nemours
- Luis de Rohan, señor de Gié
- Enrique I de Rohan, el 19° vizconde de Rohan, casado con Françoise fr Tournemine[3]
- Juan de Rohan, casado con Diana de Barbançon[3]
- Renato II de Rohan, 20° vizconde de Rohan, casado con Catalina de Parthenay[3], padre de Enrique de Rohan, cuyos esfuerzos en la Guerras de religión de Francia resultaría con Luis XIII de Francia, firmando el Tratado de Montpellier reafirmando el Edicto de Nantes.